# Mollans-sur-Ouvèze
Mollans-sur-Ouvèze este o comună în departamentul Drôme din sud-estul Franței. În 2009 avea o populație de 1.051 de locuitori.

## Evoluția populației
| An        | 1975 | 1982 | 1990 | 1999 | 2006 | 2009  |
| --------- | ---- | ---- | ---- | ---- | ---- | ----- |
| Populație | 615  | 690  | 782  | 840  | 968  | 1.051 |